# Vietnam-Kantschil
Der Vietnam-Kantschil (Tragulus versicolor), auch Vietnamesischer Maushirsch oder Annam-Kantschil genannt, ist eine Säugetierart aus der Familie der Hirschferkel (Tragulidae). Die Art kommt endemisch im zentralen und südlichen Vietnam vor. Es handelt sich um kleine Paarhufer mit gerundetem Rücken und schlanken Gliedmaßen sowie einer auffallenden Körperfärbung, die aus einer silbergrauen Schabracke und einem bräunlichen Schulter- sowie Nackenfell besteht. Über die Lebensweise der Tiere ist nichts bekannt. Allgemein gilt der Vietnam-Kantschil als selten. Die Art wurde im Jahr 1910 wissenschaftlich eingeführt, ein weiteres Individuum ist aus dem Jahr 1990 belegt. Die Art galt als verschollen – erst knapp dreißig Jahre später gelangen wieder Fotoaufnahmen der Tiere. Über den Bestand liegen keine Informationen vor.

## Merkmale

### Habitus
Der Vietnam-Kantschil erreicht eine Kopf-Rumpf-Länge von rund 40 cm, eine Schwanzlänge von etwa 5 cm und ein Gewicht von gut 1,7 kg. Die Ohrlänge beträgt 3,5 cm, die Hinterfußlänge 11 cm. Die angegebenen Maße beziehen sich auf ein einzelnes Individuum vom Fluss Tra im zentralen Vietnam. Äußerlich ähnelt der Vietnam-Kantschil mit seiner geringen Körpergröße, dem gerundeten, nach hinten aufsteigenden Rücken und den langen und schlanken Gliedmaßen den anderen Hirschferkeln. Die Tiere weisen auf dem Rücken eine deutliche Schabracke auf. Das Fell ist hier silbergrau gefärbt und vergleichsweise dicht. Die einzelnen Haare haben weiße Spitzen. An den Schultern und am Hals zeigt sich das Fell deutlich bräunlich gefärbt. Es ist hier weniger dicht als am Rücken und auffallend grob, weist aber nicht den stacheligen Charakter wie beim Kleinkantschil (Tragulus kanchil) auf. Die dunklere Fellmusterung im Nacken, die häufig bei anderen Hirschferkeln auftritt, ist beim Vietnam-Kantschil nicht ausgebildet. Auf der Bauchseite dominiert eine weiße Behaarung, die sich scharf von den silbergrauen Seiten abhebt. Im Gegensatz zum Kleinkantschil wird der weiße Bauch nicht durch einen dunkleren Längsstreifen unterbrochen. Die weiße Fellfarbe setzt sich durchgehend bis zum Kinn fort. Im Bereich der Kehle fächert diese aber typisch für die Hirschferkel in mehrere Bänder auf. Einige Individuen des Vietnam-Kantschils besitzen hier eine Abfolge von drei weißen und zwei dunklen Streifen, was an den Java-Kantschil (Tragulus javanicus) erinnert. Andere wiederum haben die für den Großkantschil (Tragulus napu) typischen fünf weißen Streifen, die sich mit vier dunklen Streifen abwechseln. Am Kopf fehlen dem Vietnam-Kantschil die markanten dunklen Längsstreifen anderer Tragulus-Arten, die bei diesen von den Augen bis zur Nase laufen.

### Schädel- und Gebissmerkmale
Der Schädel wird durchschnittlich 9,1 cm lang und an den Jochbögen 4,3 cm breit. Im Vergleich zu anderen Angehörigen der Gattung Tragulus ist er klein, aber deutlich breiter. Auffallend sind die aufgeblähten Paukenblasen, die je eine Länge von 1,8 cm und eine Breite von 0,9 cm aufweisen, und das lang ausgezogene Nasenbein. Der Unterkiefer misst etwa 7,6 cm in der Länge. Das Gebiss besteht aus 34 Zähnen mit folgender Zahnformel: {\displaystyle {\frac {0.1.3.3}{3.1.3.3}}}. Die oberen Eckzähne sind wie bei allen Hirschferkeln dolchartig geformt und beim Vietnam-Kantschil groß ausgebildet.

## Verbreitung und Lebensweise

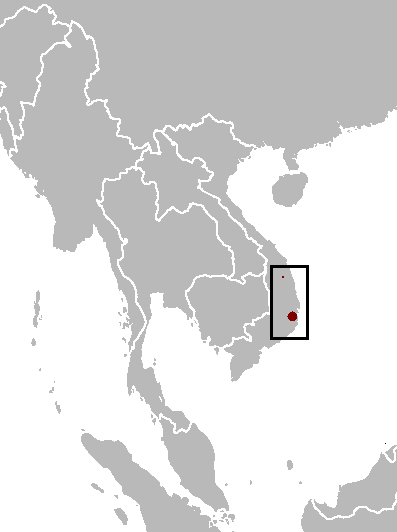
Verbreitungsgebiet des Vietnam-Kantschils

Der Vietnam-Kantschil ist von zwei Regionen in Vietnam bekannt: einerseits aus dem Gebiet um Nha Trang im südlichen und aus der Umgebung des Flusses Tra nahe den Ortschaften Dak Rong und Buon Luoi im zentralen Teil des Landes. Beide Landschaftsräume sind mit laubwerfenden und immergrünen tropischen Regenwäldern bewachsen. Die Höhenlagen reichen vom Meeresspiegelniveau auf bis zu 500 m hinauf. Am Bo-Fluss tritt die Art gemeinsam mit dem Kleinkantschil auf. Über die Lebensweise liegen keine Informationen vor.

## Systematik
Der Vietnam-Kantschil ist eine Art aus der Gattung Tragulus innerhalb der Familie der Hirschferkel (Tragulidae) und der Ordnung der Paarhufer (Artiodactyla). Die Hirschferkel, die insgesamt drei Gattungen stellen und zu den kleinsten Paarhufern zählen, gelten als basale Gruppe der Stirnwaffenträger (Pecora), was sich auch anhand genetischer Daten aufzeigen lässt. Besondere Merkmale finden sich in den fehlenden Stirnwaffen und in der Ausprägung des Tränengangs, der nur eine einzelne, allerdings langgestreckte Öffnung am inneren Rand der Orbita aufweist. Der Gattung Tragulus werden gemeinsam mit dem Vietnam-Kantschil insgesamt sechs Arten zugewiesen, die allesamt in Südostasien und im südlichen Ostasien verbreitet sind. Bekannt sind vor allem der Großkantschil (Tragulus napu) und der Kleinkantschil (Tragulus kanchil). Alle Arten bewohnen dichte Wälder. Aus genetischer Sicht bildet der Vietnam-kantschil die Schwesterart zu allen anderen Vertretern der Gattung Tragulus, der genetische Abstand liegt bei 8 bis 9 %. Entsprechend der heutigen Verbreitung lassen sich innerhalb der Art zwei Kladen differenzieren, deren Abstand wiederum 0,5 bis 0,7 % beträgt.

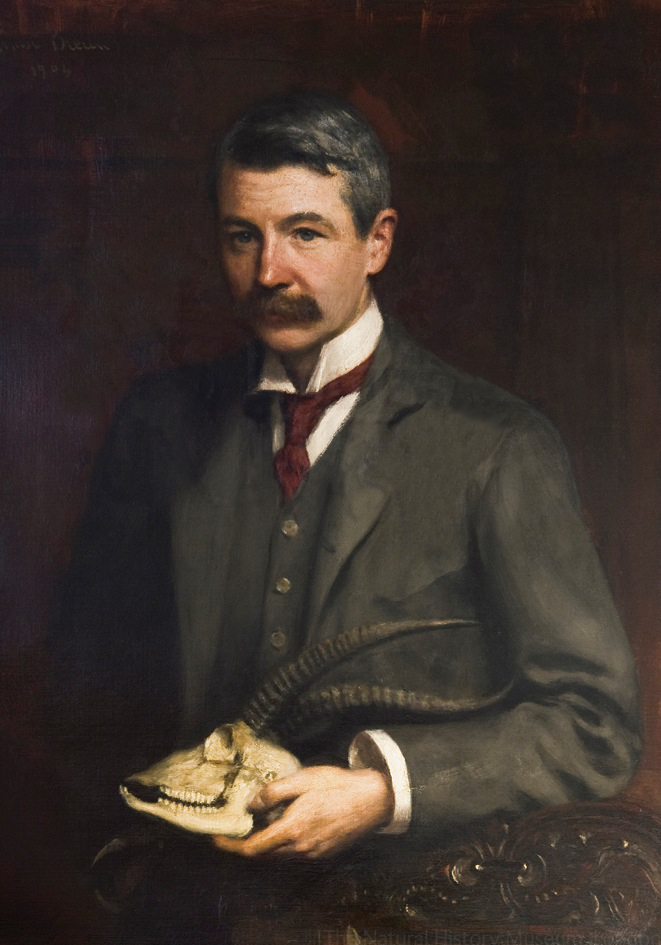
Oldfield Thomas

Die wissenschaftliche Erstbeschreibung des Vietnam-Kantschils stammt von Oldfield Thomas aus dem Jahr 1910. Ihm standen dafür vier Individuen zur Verfügung. Als Holotyp wählte er ein männliches Tier von 48 cm Körperlänge aus, welches im März 1906 von J. Vassal bei Nha Trang im südlichen Vietnam gesammelt worden war. Die Region stellt somit das Typusgebiet der Art dar. Die Artbezeichnung versicolor bezieht sich auf die charakteristische Farbgebung des Fells. Thomas sah den Vietnam-Kantschil in seiner Erstbeschreibung als näher mit dem Großkantschil verwandt, hob aber die geringere Größe seiner neuen Art hervor. Er wies ihn daraufhin einer T. napu-Gruppe zu, zu deren einigenden Merkmalen die groben Nackenhaare und die großen Eckzähne gehören. Diese setzte er wiederum von einer Gruppe um den Kleinkantschil ab (T. kanchil-Gruppe). In den 1930er und 1940er Jahren vereinte Frederick Nutter Chasen in einer Serie von Artikeln über die Säugetierfauna Südostasiens alle bekannten Vertreter der Gattung Tragulus in den zwei bekanntesten Arten, dem Groß- und dem Kleinkantschil. Der Vietnam-Kantschil gehörte seiner Auffassung zufolge zum Großkantschil, den er aber wissenschaftlich mit dem Java-Kantschil (Tragulus javanicus) gleichsetzte. Erst Adriaan Cornelis Valentin van Bemmel wies 1949 darauf hin, dass der Großkantschil nicht auf Java heimisch ist, wodurch die Gruppe wieder zu Tragulus napu als nächsten verfügbaren Namen fiel.
Für den weiteren Verlauf des 20. Jahrhunderts blieb der Status des Vietnam-Kantschils als Unterart des Großkantschils weitgehend erhalten. In einer Studie aus dem Jahr 2004 revidierten Erik Meijaard und Colin P. Groves die Gattung Tragulus und splitteten sie in insgesamt sechs Arten auf. Die Aufteilung basierte auf morphometrischen und morphologischen Analysen. Dabei unterschieden beide Autoren eine T. napu-Gruppe mit dem Großkantschil und dem Balabac-Kantschil (Tragulus nigricans) sowie eine T. javanicus-Gruppe mit dem Java-Kantschil, dem Kleinkantschil und dem Thailand-Kantschil (Tragulus williamsoni). Die jeweiligen Gruppen setzten sich durch ihre Körpergröße ab. Den Vietnam-Kantschil stuften sie dabei als eigenständig ein, da er mit seinem relativ kleinen, jedoch breiten Schädel und der typischen Fellfärbung sowie dem teils groben Nackenhaaren deutlich abwich. Daher stellten sie ihn in die eigene T. versicolor-Gruppe als einziges Mitglied. In einer generellen Revision der Huftiere aus dem Jahr 2011 bestätigte Groves gemeinsam mit Peter Grubb die Ergebnisse der vorhergehenden Untersuchungen erneut. Im gleichen Jahr fand die neue Gliederung auch Einzug in den zweiten Band des Standardwerkes Handbook of the Mammals of the World, welcher sich mit den Huftieren befasst.

## Bedrohung und Schutz
Informationen zur Größe der Population und der Gefährdung des Bestandes des Vietnam-Kantschils liegen nicht vor. Die Art war zuvor nur von rund einem halben Dutzend Individuen bekannt. Vier davon gehen auf die Sammlung Vassals im Jahr 1906 zurück, die aus der Umgebung von Nha Trang stammen.  Ein weiteres Individuum erhielten Forscher einer vietnamesisch-russischen Expedition im Jahr 1990 von lokalen Jägern. Das Tier war in der Umgebung des Flusses Tra in der zentralvietnamesischen Provinz Gia Lai erlegt worden. Danach wurde der Vietnam-Kantschil für nahezu drei Jahrzehnte nicht gesichtet und galt als verschollen. Erst bei Forschungsarbeiten vietnamesischer Wissenschaftler zwischen den Jahren 2017 und 2018 konnte die Art durch Kamerafallen an mehreren Lokalitäten in der Umgebung von Nha Trang wieder belegt werden. Dabei gelangen über 2000 Fotos der Tiere. Die IUCN listet die Art aufgrund fehlender Informationen in der Kategorie „ungenügende Datengrundlage“ (data deficient). Als mögliche Gefährdung können die Abholzung der Regenwälder im bekannten Verbreitungsgebiet des Vietnam-Kantschils und höchstwahrscheinlich auch die Jagd angesehen werden. Prinzipiell ist eine genauere Untersuchung der Verbreitung und Lebensweise der Tiere notwendig.